# I/O bound
En informatique, I/O bound est l'état d'un ordinateur lorsque le temps nécessaire pour exécuter un programme ou une partie d'un programme est déterminé principalement par la vitesse des opérations d'entrées-sorties.
Typiquement, lorsqu'un ordinateur est en état I/O bound, le processeur est inoccupé parce qu'il attend la complétion d'opérations d'entrées-sorties sur un disque dur, un réseau ou un autre périphérique.
Le terme français pour I/O bound est tributaire des entrées-sorties, mais ce terme est peu utilisé et les informaticiens utilisent presque toujours le terme I/O bound.